# Coto (heduo)

La confederación hedua aliada de Roma al frente de arvernos y sécuanos.

Coto, que significa «viejo», fue un jefe heduo, hermano de Valeciaco, que fue elegido vergobreto en 52 a. C. por un pequeño número de partidarios de Viridomaro. Era el exponente de la antiquísima e influyente nobleza del pueblo galo de los heduos, aliados tradicionales de los romanos y estuvo inicialmente en el bando de César en sus campañas galas.
La aspiración de ser nombrado para la suprema magistratura (vergobreto), el primer año cubierto por el hermano de Valeciaco, lo puso en conflicto con Convictolave, a su vez llegado a esa posición por la elección de los druidas, de acuerdo con la costumbre de aquel pueblo. 
Las tensiones y divisiones que siguieron, incluso en el Senado, dividió al pueblo en dos facciones armadas y lo llevó al borde de la guerra civil.
La intervención directa de Julio César le ordenó deponer las armas en favor de Convictolitavis, cuyo nombramiento se realizó de conformidad con las costumbres heduas.
El aumento de los rivales, sin embargo, a pesar de la aprobación de César, llevó a los heduos a romper la tradicional alianza con Roma y a unirse a los rebeldes de Vercingétorix.
Estuvo al mando de la caballería hedua durante un combate preliminar que tuvo lugar justo antes de la batalla de Alesia y fue hecho prisionero.